# Африканска дива котка
Степна котка пренасочва насам.  За азиатския вид вижте Манул.
Африканските диви котки (Felis silvestris lybica) са подвид бозайници от семейство Коткови (Felidae).
Най-широко разпространеният подвид на дивата котка, африканските диви котки се срещат в Северна Африка и в Югозападна Азия по периферията на Арабския полуостров до Каспийско море и западните части на Средна Азия на североизток. Те са вероятният див предшественик на домашните котки, опитомени преди около 10 хиляди години. Достигат 60 cm дължина на тялото, 37 cm дължина на опашката и 3,2 до 4,5 kg маса. Хранят се главно с гризачи, по-рядко с други дребни бозайници, птици, влечуги, земноводни и насекоми.